# Quality Cafe (club de jazz)
Pour les articles homonymes, voir Quality Cafe.
Le Quality Cafe est un club de jazz historique situé à Downtown Los Angeles, en Californie.

## Histoire
Le Quality Cafe était situé 1143 East 12th Street, près de l'angle de Central Avenue (en) à Downtown Los Angeles. Quality Four, un quartet de jazz fondé par Paul Howard (en) et incluant le jeune vibraphoniste Lionel Hampton, a été formé en 1924 pour jouer au Quality Cafe. Le groupe devient le Quality Quintet puis le Quality Serenades, et fut dissous après une tournée en compagnie de Hazel Meyers (en), plus tard la même année. Le 7 juin 1924, le lieu change de nom pour devenir le Humming Bird Cafe et devient « un des clubs les plus chauds du secteur » sous ce nom.
Le club était aussi un restaurant.